# Участие СМИ в Испано-американской войне

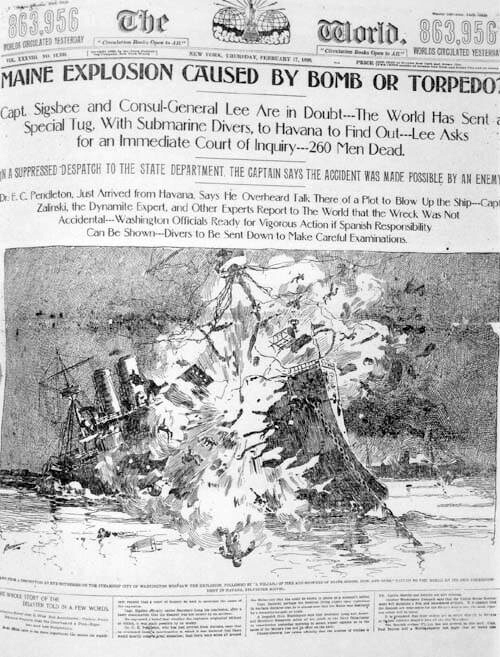
Заголовок жёлтой газеты Джозефа Пулитцера New York World с красочным изображением гибели USS Мэн, 17 февраля 1898

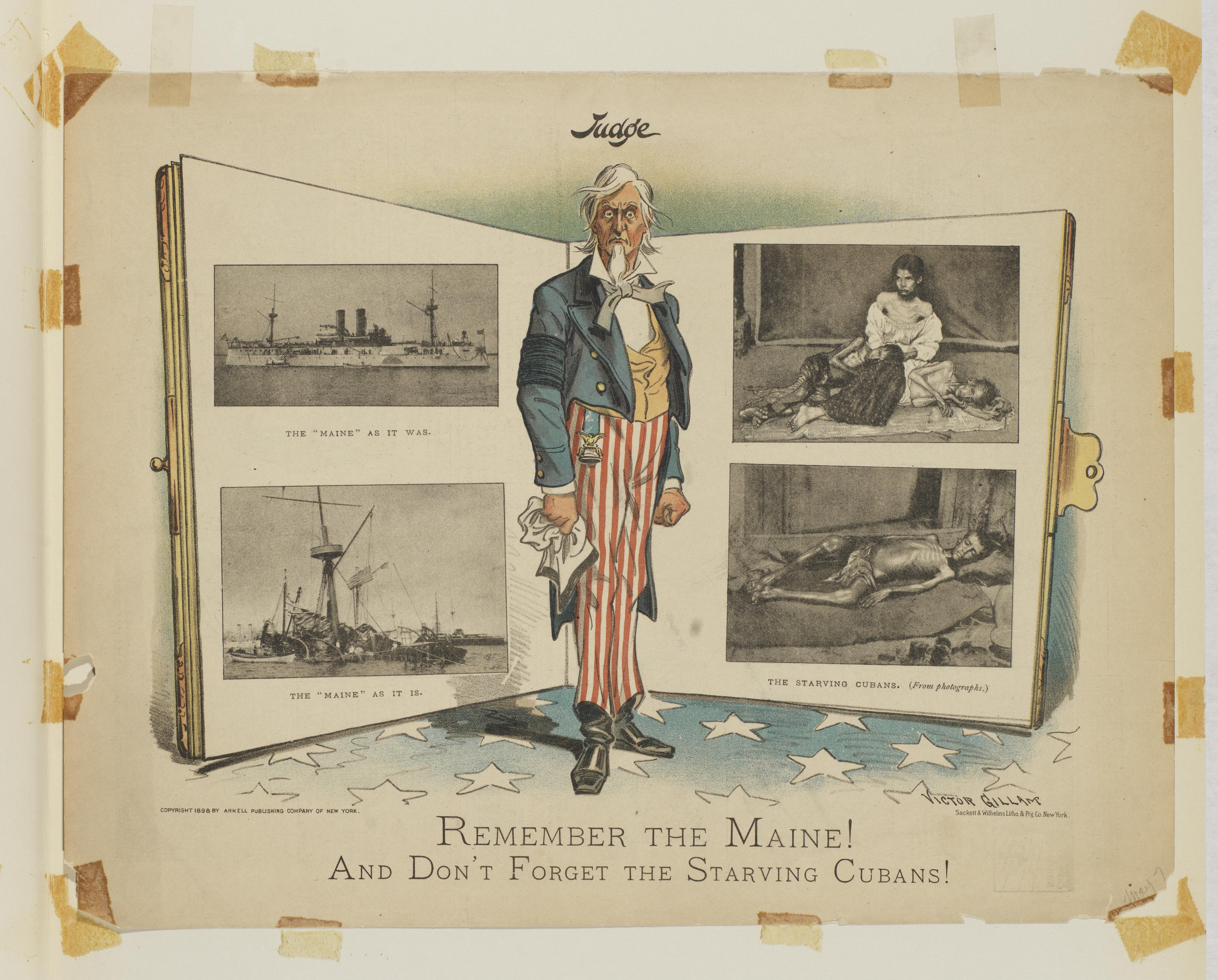
«Помни Мэн! И не забывай голодающих кубинцев!» Образец американской пропаганды во время Испано-американской войны, журнал Judge, Виктор Гиллам, 1898

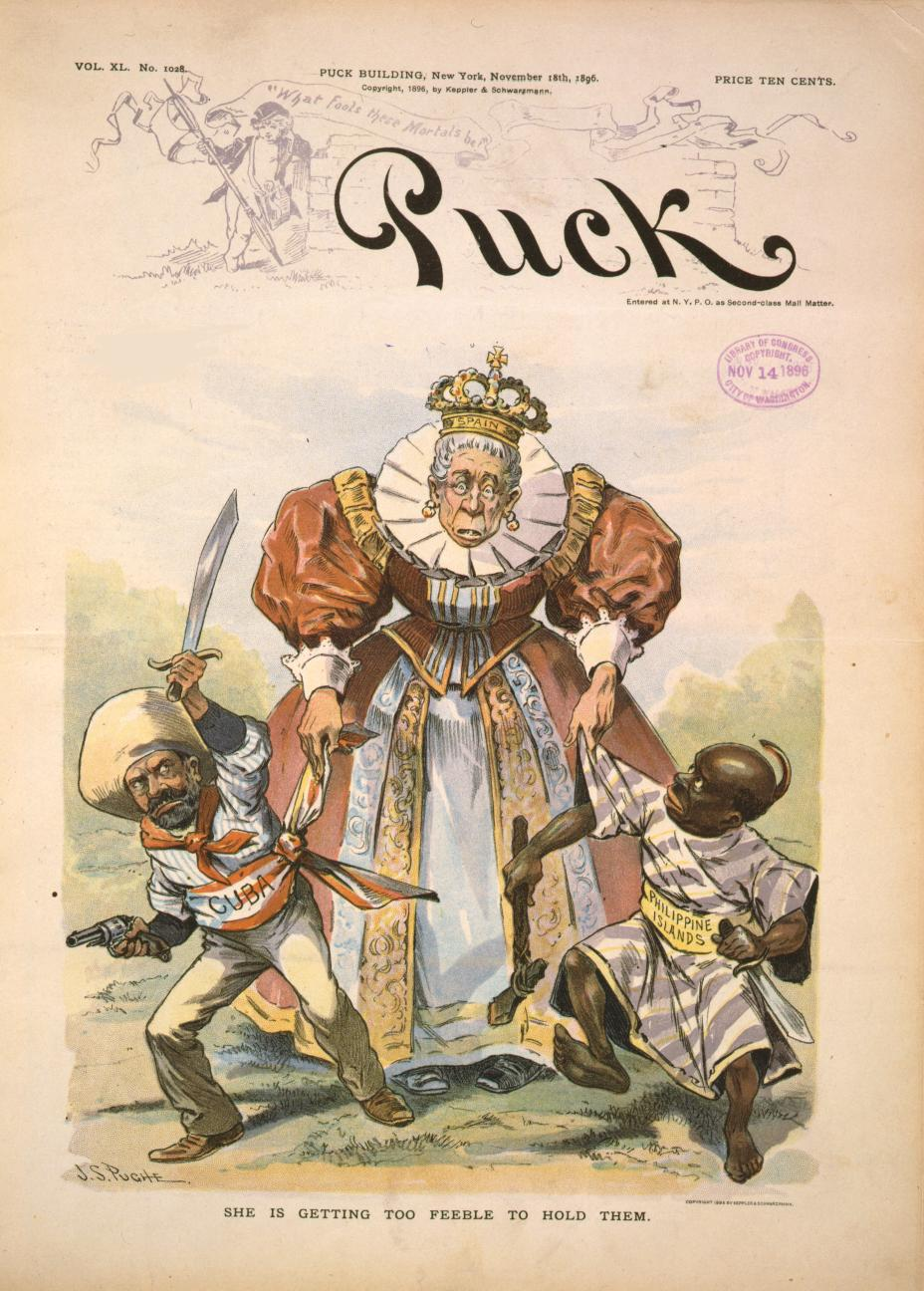
«Она становится слишком слабой, чтобы удержать их». Королева Испании Мария Кристина Австрийская пытается удержать двух непокорных детей, "Кубу и Филиппины. Журнал Puck, художник J. S. Pughe, 16.11.1896

Освещение средств массовой информации событий Испано-американской войны способствовало изменениям в новостных изданиях США. Например, технологические инновации упростили процесс публикации фотографий, что позволило газетам публиковать больше иллюстраций.
Основные владельцы газет того времени, в том числе Джозеф Пулитцер (New York World), и Уильям Рэндольф Херст (New York Journal American), рассматривали грандиозный общественный интерес к войне как возможность извлечь выгоду. Газеты давали крайне эмоциональную оценку событий на Кубе и печатали фотографии, которые захватывали воображение публики. Некоторые историки считают, что подобное предвзятое освещение войны со стороны американских газет, которое сейчас называют жёлтой прессой, стало причиной войны.

## Изменения в общественном мнении
События Испано-американской войны развивались с начала борьбы Кубы за независимость от Испании в феврале 1895 года. Жестокие репрессивные меры, предпринятые Испанией для пресечения восстания были подробно описаны американской прессой, что вызвало симпатию к кубинским повстанцам со стороны американской общественности.
Мотивы войны до сих пор остаются под вопросом. К примеру, National Tribune, в апреле 1898 года в статье «A Land of Magnificent Promise» отметила, что, хотя американцы и воюют на Кубе «только из самых чистых побуждений», «война принесёт США колоссальные материальные выгоды», чем сместила акценты с идеологических целей поддержки кубинского сопротивления к материальным. Как бы то ни было, согласно теории «войны, развязанной прессой», подстрекательство к войне со стороны «жёлтой прессы» стало наиболее интенсивным после таинственного происшествия с броненосцем «Мэн». А за неделю до гибели «Мэн» 9 февраля 1898 г. Херст опубликовал в своей газете похищенное личное письмо испанского посланника в Вашингтоне де Ломе своему другу на Кубе. В нём президент США Мак-Кинли получил нелестную характеристику и был назван «дешёвым, угодливым политиканом». Посланник немедленно подал в отставку, а испанское правительство объявило, что оно не может нести какой-либо ответственности за его частное письмо.
Растущие требования к правительству США вмешаться в события на Кубе со стороны американского населения усилились после загадочной гибели броненосца «Мэн» в Гаванском порту 15 февраля 1898 года. И несмотря на то, что причины взрыва броненосца «Мэн» были неизвестны, газеты Нью-Йорка обвинили Испанию в этом инциденте. Все эти события имели серьёзные последствия для американской прессы, так как именно в этот период появилось понятие «война, развязанная прессой» (a newspaper-made war), вызванное желтой прессой. Этот термин впервые появился в печати в 1897 году и быстро завоевал популярность, распространившись сначала на крупнейшие газеты Нью-Йорка, New York Journal Уильяма Рэндольфа Херста и New York World Джозефа Пулитцера, а затем и на другие газетные издания США. Утверждают[кто?], что «желтая пресса» взбудоражила американское общественное мнение в Нью-Йорке репортажами о жестокостях, творимых Испанией в попытке подавить восстание на Кубе, которые были сильно преувеличены. Вместе с этим, образ революционеров, борющихся с Испанией, наоборот, идеализирован. Например, в газете Herald за 15 мая 1898 года о восстании на Кубе говорилось следующее:

Кубинские революции не были восстаниями бывших рабов, вынужденных восстать из-за нестерпимых страданий. Это были галантные попытки гордой нации, не способной более терпеть диктатуру, получить доступ к настоящей свободе. Дух Патрика Генри и Бостонского чаепития появился теперь и на Кубе, но это ни в коем случае не связано с уравниловкой и яростью, рождённой чернью, вроде Марата и санкюлотов. Пожалуй, ещё никогда в истории самые способные и богатые граждане, формирующие элиту страны, не боролись за независимость столь отчаянно и единогласно, рискуя столь многим для общего дела.
Оригинальный текст (англ.)The Cuban revolutions were not uprisings of the masses held In bondage and goaded by their misery. They were rather the gallant attempts of a proud race, impatient of restraint, to gain the dullest freedom. The spirit of Patrick Henry and of the Boston Tea Party is abroad in Cuba, not the leveling and low born fury of Marat and the sans culottes. Perhaps never in history have the ablest, best born and wealthiest citizens of a country struggling for independence, more freely or more unanimously sacrificed so much for such a cause.

## Критика теории
Однако существует и другое мнение насчет роли СМИ в Испано-американской войне. Приверженцы данной точки зрения считают, что доказательств для обвинения американских СМИ в разжигании военного не так много. Например, на момент начала войны кино стало новым способом передачи информации, а конфликт был популярной темой. Поэтому короткометражные фильмы, снятые в тот период, нельзя считать пропагандой, хоть они демонстрировали армейский быт, Теодора Рузвельта и «Мужественных всадников», а также похороны погибших солдат. К тому же необходимо учитывать экономический фактор. Например, для своевременного освещения военных действий только New York Journal в неделю расходовала 1 млн долларов (в пересчете на современные деньги) на зарплату, телеграфные расходы и транспорт.